# 格林蘭獅子魚
格林蘭獅子魚，為輻鰭魚綱鮋形目杜父魚亞目獅子魚科的其中一種，分布於北冰洋及西北大西洋區，從白令海峽至加拿大拉布拉多半島海域，棲息深度可達620公尺，為底棲性魚類，體長可達16公分，屬肉食性，生活習性不明。

## 擴展閱讀
維基物種上的相關：格林蘭獅子魚